# Chicot, dentiste américain
 (juillet 2025).
Pour plus de détails, voir Fiche technique et Distribution.
Chicot, dentiste américain est un film français de Georges Méliès, sorti en 1896. Actuellement, le film est considéré comme perdu.

## Fiche technique
- Réalisateur : Georges Méliès
- Société de production : Théâtre Robert-Houdin
- Pays de production : France
- Genre : Comédie
- Durée :
- Format : Noir et blanc - muet
- Date de sortie : France : 1896